# Comté de Piute
Le comté de Piute est l’un des vingt-neuf comtés de l’État de l'Utah, aux États-Unis. Son nom provient de l’ethnie amérindienne Paiute.
Son siège est Junction ; la plus grande ville du comté est cependant Circleville.

## Comtés adjacents
- Comté de Sevier, Utah (nord)
- Comté de Wayne, Utah (est)
- Comté de Garfield, Utah (sud)
- Comté d'Iron, Utah (sud-ouest)
- Comté de Beaver, Utah (ouest)

## Municipalités du comté

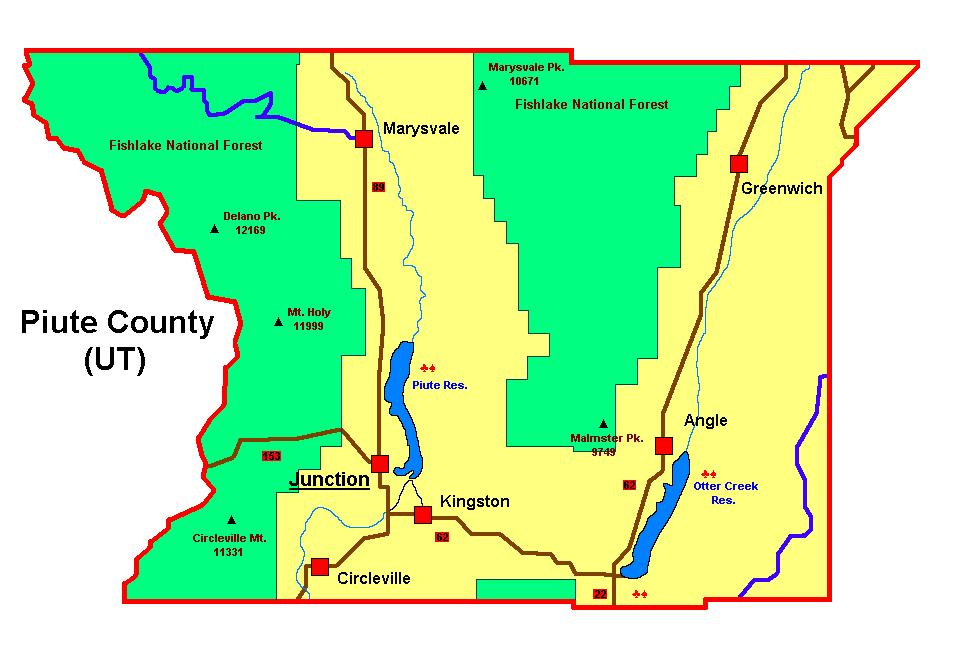
Carte des municipalités du comté de Piute.

- Circleville
- Junction
- Kingston
- Marysvale